# Antiguo Oriente
Antiguo Oriente (en français : Orient ancien) est une  revue scientifique pluridisciplinaire consacrée à l'histoire et l'archéologie du Proche-Orient ancien publié par le Centro de Estudios de Historia del Antiguo Oriente (CEHAO) (Université catholique argentine, Buenos Aires). Il couvre l'histoire des sociétés antiques du Proche-Orient et la Méditerranée orientale du paléolithique à travers la période gréco-romaine.
Antiguo Oriente publie des articles et des critiques de livres en espagnol, en anglais et en français.
Il est publié et distribué par la maison d'édition spécialisé Archaeopress basé à Oxford, au Royaume-Uni.